# Beechworth
Beechworth är en ort i Australien. Den ligger i kommunen Indigo och delstaten Victoria, omkring 220 kilometer nordost om delstatshuvudstaden Melbourne. Beechworth ligger 548 meter över havet och antalet invånare är 2 645.
Runt Beechworth är det mycket glesbefolkat, med 7 invånare per kvadratkilometer.. Det finns inga andra samhällen i närheten. 
I omgivningarna runt Beechworth växer i huvudsak städsegrön lövskog. Genomsnittlig årsnederbörd är 1 200 millimeter. Den regnigaste månaden är juli, med i genomsnitt 153 mm nederbörd, och den torraste är november, med 53 mm nederbörd.